# AK-105
El AK-105 es un fusil de asalto de la familia AK-100, siendo la versión acortada del AK-74M. El AK-105 está diseñado para disparar el cartucho 5,45 x 39 mm. El AK-105 se usa junto al AKS-74U como carabinas en servicio en el Ejército ruso.
En comparación con el AK-74M, AK-101 y AK-103, que son fusiles de tamaño completo de diseño similar, el AK-102, 104 y 105 son más cortos, lo que los hacen un término medio entre un fusil y el de tamaño completo más compacto AKS-74U.

## Diseño
El cajón de mecanismos del fusil está hecho de acero estampado. El cargador está hecho de fibra de vidrio reforzada y es más ligero y más duradero que los modelos antiguos. La culata también está hecha de plástico, por lo que es más ligera, más duradera, y es hueca, permitiendo almacenar un juego de herramientas y balas extra dentro de ella.